# Masen
Masen is een bestuurslaag in het regentschap Aceh Jaya van de provincie Atjeh, Indonesië. Masen telt 341 inwoners (volkstelling 2010).